# Kurt Kaul

Kurt Kaul

Kurt Kaul (* 5. Oktober 1890 in Brodowo; † 25. Dezember 1944 in Budapest) war ein deutscher SS-Gruppenführer und ein Generalleutnant der Polizei, Politiker, sowie Höherer SS- und Polizeiführer Südwest.

## Leben
Kaul, Sohn eines Gutsbesitzers, absolvierte nach dem erfolgreichen Abschluss eines humanistischen Gymnasiums ein landwirtschaftliches Studium. Er nahm ab Anfang September 1914 am Ersten Weltkrieg an der Westfront teil und war dort ab 1916 als Batterieführer eingesetzt. Nach Kriegsende war er ab Februar 1919 im Baltikum als Batterieführer der Baltischen Landwehr eingesetzt. Nachdem die Baltische Landwehr unter englisches Kommando gekommen war, war er bis zum 1. April 1920 Angehöriger der Eisernen Division (Russische Westarmee). Zwischen 1920 und 1932 führte Kaul als Selbstständiger Unternehmen, so eine Yachtwerft und einen Autohandel, und war auch als Angestellter tätig. Ab 1920 war er Mitglied im Deutschvölkischen Schutz- und Trutzbund, ab 1924 bei der Deutsch-Völkischen Freiheitspartei und 1925 beim „Bund Der Kamerad“ (Saalschutz für NSDAP-Redner) in Danzig. Nach einem Auslandsaufenthalt Ende der 1920er zog er zunächst nach Berlin.
Der SA trat Kaul 1929 bei, von der er 1930 in die SS wechselte (SS-Nummer 3.392). Zum 1. Mai 1930 trat Kaul der NSDAP bei (Mitgliedsnummer 244.954). Von 1932 bis August 1933 war Kaul Stabsführer bei einem SS-Abschnitt. Von August 1933 bis Ende Februar 1934 war er Kommandeur des SS-Abschnitts IV, vom 1. März 1934 bis Mai 1935 Kommandeur des SS-Abschnitt XXII mit Dienstsitz in Allenstein sowie von Mai 1935 bis März 1937 Kommandeur des SS-Abschnitts XXIII mit Dienstsitz in Berlin.
Nachdem Kaul bereits bei der Reichstagswahl am 29. März 1936 erfolglos kandidiert hatte, war er ab 1938 für die 11. Wahlperiode Reichstagsabgeordneter der NSDAP für den Wahlkreis 31 Württemberg.
Am 30. Januar 1937 wurde er zum SS-Gruppenführer befördert. Ab März 1937 führte Kaul den SS-Oberabschnitt Südwest mit Dienstsitz Stuttgart. Von Anfang September 1939 bis zum 21. April 1943 war Kaul Höherer SS- und Polizeiführer Südwest, was ab 1940 auch die Zuständigkeit für das CdZ-Gebiet Elsass bedeutete. Im Frühjahr 1943 wurde Kaul wegen des angezettelten Verfahrens gegen Günther Sacksofsky seines Amtes enthoben und degradiert. Er kam dann als SS-Sturmbannführer der Reserve (Waffen-SS) zur Reiterei.
Kaul nahm an der Gruppenführer-Tagung am 4. Oktober 1943 in Posen teil, bei der Heinrich Himmler die erste Posener Rede hielt.
Ab November 1944 war er bei der 22. SS-Freiwilligen-Kavallerie-Division eingesetzt und kam Ende Dezember 1944 während der Schlacht um Budapest ums Leben.

## Auszeichnungen
| Kauls SS- und Polizeiränge | Kauls SS- und Polizeiränge        |
| Datum                      | Rang                              |
| -------------------------- | --------------------------------- |
| Oktober 1931               | SS-Sturmbannführer                |
| Juli 1932                  | SS-Standartenführer               |
| November 1933              | SS-Oberführer                     |
|                            | SS-Brigadeführer                  |
| April 1937                 | SS-Gruppenführer                  |
| Mai 1940                   | Generalleutnant der Polizei       |
| April 1943                 | SS_Sturmbannführer (Degradierung) |

- Eisernes Kreuz (1914) II. Klasse
- Baltenkreuz I. Klasse
- Landesorden
- Spange zum Eisernen Kreuz II. Klasse
- Kriegsverdienstkreuz (1939) II. Klasse mit Schwertern
- Ehrendegen des Reichsführers SS
- Totenkopfring der SS